# Vorotan (Goris)
Pour les articles homonymes, voir Vorotan.
Vorotan (en arménien Որոտան) est une communauté rurale du marz de Syunik en Arménie. En 2008, elle compte 291 habitants.